# Europese kampioenschappen indooratletiek 1996
De Europese kampioenschappen indooratletiek 1996 werden van 8 tot en met 10 maart 1996 gehouden in de Globe Arena in de Zweedse hoofdstad Stockholm. Het was de derde maal dat de kampioenschappen in Zweden werden gehouden.

## Medailles

### Mannen
| Onderdeel            | Goud                               | Goud    | Zilver                               | Zilver  | Brons                            | Brons   |
| -------------------- | ---------------------------------- | ------- | ------------------------------------ | ------- | -------------------------------- | ------- |
| 60 m                 | Marc Blume Duitsland               | 6,62    | Jason John Verenigd Koninkrijk       | 6,64    | Peter Karlsson Zweden            | 6,64    |
| 200 m                | Erik Wijmeersch België             | 21,04   | Alexios Alexopoulos Griekenland      | 21,05   | Torbjörn Eriksson Zweden         | 21,07   |
| 400 m                | Du'aine Ladejo Verenigd Koninkrijk | 46,12   | Pierre-Marie Hilaire Frankrijk       | 46,82   | Ashraf Saber Italië              | 46,86   |
| 800 m                | Roberto Parra Spanje               | 1.47,74 | Giuseppe D'Urso Italië               | 1.48,04 | Wojciech Kałdowski Polen         | 1.48,40 |
| 1500 m               | Mateo Cañellas Spanje              | 3.44,50 | Anthony Whiteman Verenigd Koninkrijk | 3.44,78 | Abdelkader Chékhémani Frankrijk  | 3.45,96 |
| 3000 m               | Anacleto Jiménez Spanje            | 7.50,06 | Christophe Impens België             | 7.50,19 | Panagiotis Papoulias Griekenland | 7.50,80 |
| 60 m horden          | Igors Kazanovs Letland             | 7,59    | Guntis Peders Letland                | 7,65    | Jonathan N'Senga België          | 7,66    |
| Verspringen          | Mattias Sunneborn Zweden           | 8,06    | Bogdan Țăruș Roemenië                | 8,03    | Spyridon Vasdekis Griekenland    | 8,03    |
| Hink-stap-springen   | Māris Bružiks Letland              | 16,97   | Francis Agyepong Frankrijk           | 16,93   | Armen Martirosyan Armenië        | 16,74   |
| Hoogspringen         | Dragutin Topić Joegoslavië         | 2,35    | Leonid Poemalajnen Rusland           | 2,33    | Steinar Hoen Noorwegen           | 2,31    |
| Polsstokhoogspringen | Dmitri Markov Wit-Rusland          | 5,85    | Viktor Tsjistjakov Rusland           | 5,80    | Pjotr Botsjkarjov Rusland        | 5,80    |
| Kogelstoten          | Paolo Dal Soglio Italië            | 20,50   | Dirk Urban Duitsland                 | 20,04   | Oliver-Sven Buder Duitsland      | 19,91   |
| Zevenkamp            | Erki Nool Estland                  | 6188    | Tomáš Dvořák Tsjechië                | 6114    | Jón Arnar Magnússon IJsland      | 6069    |

### Vrouwen
| Onderdeel            | Goud                              | Goud    | Zilver                         | Zilver  | Brons                          | Brons   |
| -------------------- | --------------------------------- | ------- | ------------------------------ | ------- | ------------------------------ | ------- |
| 60 m                 | Ekateríni Thánou Griekenland      | 7,15    | Odiah Sidibé Frankrijk         | 7,25    | Jerneja Perc Slovenië          | 7,28    |
| 200 m                | Sandra Myers Spanje               | 23,15   | Erika Suchovská Tsjechië       | 23,16   | Zlatka Georgieva Bulgarije     | 23,40   |
| 400 m                | Grit Breuer Duitsland             | 50,81   | Olga Kotljarova Rusland        | 51,70   | Tatjana Tsjebykina Rusland     | 51,71   |
| 800 m                | Patricia Djaté-Taillard Frankrijk | 2.01,71 | Stella Jongmans Nederland      | 2.01,88 | Svetlana Masterkova Rusland    | 2.02,86 |
| 1500 m               | Carla Sacramento Portugal         | 4.08,95 | Jekaterina Podkopajeva Rusland | 4.09,65 | Małgorzata Rydz Polen          | 4.10,50 |
| 3000 m               | Fernanda Ribeiro Portugal         | 8.39,49 | Sara Wedlund Zweden            | 8.50,32 | Marta Domínguez Spanje         | 8.53,34 |
| 60 m horden          | Patricia Girard Frankrijk         | 7,89    | Brigita Bukovec Slovenië       | 7,90    | Monique Éwanjé-Épée Frankrijk  | 8,09    |
| Hink-stap-springen   | Iva Prandzheva Bulgarije          | 14,54   | Šárka Kašpárková Tsjechië      | 14,50   | Olga Vasdeki Griekenland       | 14,30   |
| Verspringen          | Renata Nielsen Denemarken         | 6,76    | Jelena Sintsjoekova Rusland    | 6,75    | Claudia Gerhardt Duitsland     | 6,74    |
| Hoogspringen         | Alina Astafei Duitsland           | 1,98    | Niki Bakogianni Griekenland    | 1,96    | Olga Bolșova Moldavië          | 1,94    |
| Polsstokhoogspringen | Vala Flosadóttir IJsland          | 4,16    | Christine Adams Duitsland      | 4,05    | Gabriela Mihalcea Roemenië     | 4,05    |
| Kogelstoten          | Astrid Kumbernuss Duitsland       | 19,79   | Irina Choedorosjkina Rusland   | 19,07   | Valentyna Fedjoesjyna Oekraïne | 18,90   |
| Vijfkamp             | Jelena Lebedenko Rusland          | 4685    | Urszula Włodarczyk Polen       | 4597    | Irina Vostrikova Rusland       | 4545    |

### Medailleklassement
| Plaats | Land                | Goud | Zilver | Brons | Totaal |
| 1      | Duitsland           | 4    | 2      | 2     | 8      |
| 2      | Spanje              | 4    | 0      | 1     | 5      |
| 3      | Frankrijk           | 2    | 3      | 2     | 7      |
| 4      | Letland             | 2    | 1      | 0     | 3      |
| 5      | Portugal            | 2    | 0      | 0     | 2      |
| 6      | Rusland             | 1    | 6      | 4     | 11     |
| 7      | Griekenland         | 1    | 2      | 3     | 6      |
| 8      | Verenigd Koninkrijk | 1    | 2      | 0     | 3      |
| 9      | Zweden              | 1    | 1      | 2     | 4      |
| 10     | België              | 1    | 1      | 1     | 3      |
| 10     | Italië              | 1    | 1      | 1     | 3      |
| 12     | Bulgarije           | 1    | 0      | 1     | 2      |
| 12     | IJsland             | 1    | 0      | 1     | 2      |
| 14     | Denemarken          | 1    | 0      | 0     | 1      |
| 14     | Estland             | 1    | 0      | 0     | 1      |
| 14     | Joegoslavië         | 1    | 0      | 0     | 1      |
| 14     | Wit-Rusland         | 1    | 0      | 0     | 1      |
| 18     | Tsjechië            | 0    | 3      | 0     | 3      |
| 19     | Polen               | 0    | 1      | 2     | 3      |
| 20     | Roemenië            | 0    | 1      | 1     | 2      |
| 20     | Slovenië            | 0    | 1      | 1     | 2      |
| 22     | Nederland           | 0    | 1      | 0     | 1      |
| 23     | Armenië             | 0    | 0      | 1     | 1      |
| 23     | Moldavië            | 0    | 0      | 1     | 1      |
| 23     | Noorwegen           | 0    | 0      | 1     | 1      |
| 23     | Oekraïne            | 0    | 0      | 1     | 1      |
| Totaal | Totaal              | 26   | 26     | 26    | 78     |

1970 ·
1971 ·
1972 ·
1973 ·
1974 ·
1975 ·
1976 ·
1977 ·
1978 ·
1979 ·
1980 ·
1981 ·
1982 ·
1983 ·
1984 ·
1985 · 
1986 · 
1987 · 
1988 · 
1989 · 
1990 · 
1992 · 
1994 · 
1996 · 
1998 · 
2000 · 
2002 · 
2005 · 
2007 · 
2009 ·
2011 ·
2013 ·
2015 ·
2017 ·
2019 ·
2021 ·
2023 ·
2025
Belgische medaillewinnaars · Nederlandse medaillewinnaars